# Eingana Corona
L'Eingana Corona è una struttura geologica della superficie di Venere.